# Oruza maerens
Oruza maerens là một loài bướm đêm trong họ Erebidae.